# 1088
1088 (MLXXXVIII) je bilo prestopno leto, ki se je po julijanskem koledarju začelo na soboto.

## Dogodki
- 8. marec - Za novega papeža je izvoljen Otho iz Lageryja, ki prevzame ime Urban II.
- 12. marec - Posvetitev Urbana II. za papeža, 159. po seznamu. Med njegovim pontifikatom je še vedno protipapež cesarjev nameščenec Klemen III.
- Upor 1088: v oporoki je angleški kralj Viljem Osvajalec Normandijo predal starejšemu sinu Robertu Curthosu, Anglijo pa drugemu sinu Viljemu Rufu. Normansko visoko plemstvo, ki ima fevde tako v Angliji kot v Normandiji, zahteva enotno kraljestvo z enim vladarjem. Upor se osredotoči proti novemu angleškemu kralju Viljemu Rufu, vanj pa se vključi večina angleškega normanskega plemstva, ki ima posesti hkrati v Normandiji. Upornike vodi Odo iz Bayeuxa, brat Viljema Osvajalca.↓
- → Novega angleškega kralja Viljema Rufa pred uporom in invazijo brata Roberta Curthosa reši razdeljenost upornikov in slabo vreme. Viljem II. upornikov ne kaznuje. Edino voditelju upora, stricu Odu odvzame angleške posesti in ga pošlje v Normandijo.
- Leto ustanovitve Bolognjske univerze, najstarejše univerze v Evropi.
- Poleg naseljevanja seldžuških nomadskih plemen v nižinah, ki se je vršilo skozi vse desetletje, Gruzijo prizadane še katastrofalen potres.
- Mezzogiorno: novi apulijski vojvoda Roger Borsa in njegov nečak Bohemond, sin Roberta Guiscarda se pomirita. Bohemond vzdigne status dotakratne grofije Tarant (pêta italijanskega škornja) v napol neodvisno kneževino.
- Kitajski učenjak Shen Kuo pod dinastijo Song, napiše svoje življenjsko delo zbirko esejev »Razgovori s čopičem iz Bazena sanj« (kit. Mengxi bitan). Delo, ki vsebuje opise vseh najpomembnejših znanstvenih in tehnoloških pridobitev takratne Kitajske, je napisal na svojem posestvu dve leti potem, ko se je kot član Wang Anshijevega kroga reformistov bil primoran umakniti iz politike in upokojiti. Priljubljeno je bilo še za časa njegovega življenja, kasneje pa so cesarji dali delo cenzurirati, zato se je ohranilo v močno zgoščeni in cenzurirani verziji.
- Hamadidi: umrlega kralja Nasir ibn Alnasa nasledi sin Mansur ibn Nasir. Za časa njegove vladavine (1088-1104) se Hamadidi na zahodu spopadajo z Almoravidi, medtem ko jih z juga tiščijo proti obali beduinska plemena Banu Hilal.

## Rojstva
- Eystein I., norveški kralj († 1123)
- Irena Ogrska, bizantinska cesarica, soproga Ivana II. Komnena († 1134)
- Henrik iz Huntingdona, angleški zgodovinar († 1160)

## Smrti
- 6. januar - Berengar iz Toursa, francoski teolog in filozof (* 999)
- 15. junij - Gebhard von Helfenstein, nadškof Salzburga (* 1010)
- 28. september - Herman Luksemburški, grof Salma, nemški protikralj (* 1035)
- Khwaja Abdullah Ansari, perzijski sufi (* 1006)
- Nasir ibn Alnas, hamadidski kralj
- Nasir Hosrov, perzijski pesnik, teolog in filozof (* 1004)